# Ульяновка (Ключевский район)
Ульяновка — упразднённое в 1992 году село в Ключевском районе Алтайского края. Входило в состав Новополтавского сельсовета.

## География
Располагалось в 10 км к северо-западу от села Красный Яр.

## История
Основано в 1909 г.
В 1928 г. посёлок Ульяновка — административный центр Ульяновского сельсовета Ключевского района Славгородского округа Сибирского края.
Исключен из учётных данных в 1992 году.

## Население
В 1928 г. в посёлке Ульяновка основное население — украинцы.
| год     | 1928 | 1979 |
| ------- | ---- | ---- |
| человек | 216  | 80   |

## Инфраструктура
Личное подсобное хозяйство с зоной сельскохозяйственного использования, индивидуальная застройка усадебного типа. В 1928 г. посёлок Ульяновка состоял из 36 хозяйств.